# Oratorium
(Elio e le Storie Tese)
Oratorium è un singolo di Elio e le Storie Tese, pubblicato nel 2004 e distribuito dagli oratori in collaborazione con il Forum Oratori Italiani. Il brano tratta, principalmente, il tema dei giochi, dell'amicizia e delle attività svolte negli oratori. Secondo un'intervista ad Elio la canzone è stata scritta perché «glielo ha chiesto don Massimiliano». Don Massimiliano Sabbadini era a quel tempo il responsabile diocesano della FOM (Fondazione Oratori Milanesi).
Il CD contiene quattro tracce: la prima contiene la versione originale del brano; la seconda traccia è la versione strumentale della canzone, mentre le tracce 3 e 4 presentano un arrangiamento leggermente diverso dall'originale.
Inoltre, nel pezzo vengono citati Island in the Sun dei Weezer, Jesus, Bleibet Meine Freude, una composizione di Johann Schop scritta nel 1642 e riarrangiata da Johann Sebastian Bach nel 1723. È presente inoltre un campionamento del film ...altrimenti ci arrabbiamo! di Bud Spencer e Terence Hill.

## Tracce
Testi e musiche di Belisari, Conforti, Civaschi, Fasani.
1. Oratorium – 5:13
2. Oratorium (versione karaoke) – 4:49
3. Oratorium (versione praticamente solo voce, chitarre e percussioni) – 4:40
4. Oratorium (versione sumotoy) – 4:49

## Formazione
Formazione come da libretto.
Elio e le Storie Tese
- Elio – voce
- Rocco Tanica – tastiere
- Faso – basso
- Cesareo – chitarra

Altri musicisti
- Paola Folli – cori
- Sara Rivolta – cori

Produzione
- Antonello Aguzzi – registrazione
- Fabrizio Romagnoli – registrazione
- Claudio Giussani – mastering